# Zalamea la Real
Zalamea la Real è un comune spagnolo di 3 598 abitanti situato nella comunità autonoma dell'Andalusia, provincia di Huelva, comarca di Cuenca Minera.

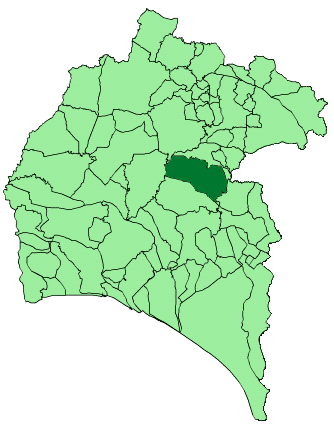
Mappa del comune nella provincia